# Joseph Miroslav Weber

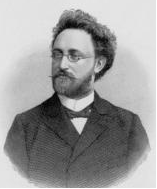
Joseph Miroslav Weber

Joseph Miroslav Weber  (* 9. November 1854 in Prag; † 1. Januar 1906 in München) war ein tschechischer Komponist, Geiger und Organist.

## Leben
Weber studierte Violine und Orgel in seinem Geburtsort Prag. Seine erste Stelle trat er 1873 in der Hofkapelle von Sondershausen an. Bereits zwei Jahre später, 1875, wurde er Hofkonzertmeister in Darmstadt. Eine weitere Station seiner Karriere war 1883 die königliche Kapelle in Wiesbaden, in der er ab 1889 als Musikdirektor wirkte, bis er 1894 zum Münchner Hoforchester wechselte. Ab 1901 bekleidete er dort das Amt des 1. Konzertmeisters.
1898 gewann er bei einem Wettbewerb der Prager Kammermusikgesellschaft den ersten Preis für sein Streichquintett in D-Dur für zwei Violinen, Viola und zwei Celli.

## Werke
- Kammermusiken
- Orchestersuiten
- Violinkonzert g-Moll
- Oper „Die neue Mamsell“ (Spieloper in drei Akten)